# Ugolëk
Ugolëk är en kulle i Antarktis. Den ligger i Östantarktis. Norge gör anspråk på området. Toppen på Ugolëk är 2 430 meter över havet.
Terrängen runt Ugolëk är varierad. Trakten är obefolkad. Det finns inga samhällen i närheten. 